# Jocurile - Prietenii Disney pentru schimbare
Jocurile - Prietenii Disney pentru schimbare este o emisiune competitivă formată din 4 echipe pentru a câștiga marele premiu de 325 de mii de dolari pentru a dona unei societăți de caritate. Echipele sunt roșu, galben, verde și albastru.

## 2011

### Echipele

#### Echipa Albastră -Ocean conservacy(Câștigătorii)
| Star                 | Tara          | Serialul din care face parte |
| -------------------- | ------------- | ---------------------------- |
| Debby Ryan (Captain) | United States | O viață minunată pe punte    |
| Allisyn Ashley Arm   | United States | Sonny și steluța norocoasă   |
| Doug Brochu          | United States | Sonny și steluța norocoasă   |
| Olavo Cavalheiro     | Brazil        | Disney Channel Brazil        |
| Hutch Dano           | United States | Zeke și Luther               |
| Leo Howard           | United States | Kickin' It                   |
| Stefanie Scott       | United States | Bobocii isteți               |
| Jake Short           | United States | Bobocii isteți               |

#### Echipa Verde -Fauna and Flora international(Locul 2)
| Star                           | Tara          | Serialul din care face parte  |
| ------------------------------ | ------------- | ----------------------------- |
| Brandon Mychal Smith (Captain) | United States | Sonny și steluța norocoasă    |
| Valeria Baroni                 | Argentina     | Disney Channel America Latină |
| Paula Dalli                    | Spain         | Disney Channel Spain          |
| David Henrie                   | United States | Magicienii din Waverly Place  |
| Adam Hicks                     | United States | Zeke și Luther                |
| Sterling Knight                | United States | Sonny și steluța norocoasă    |
| China Anne McClain             | United States | A.N.T. Farm                   |
| Eve Ottino                     | France        | Disney Channel France         |
| Bella Thorne                   | United States | Totul pentru dans             |

#### Echipa Roșie-World Wildlife Fund
| Star                    | Țara                  | Serialul care îl reprezintă       |
| ----------------------- | --------------------- | --------------------------------- |
| Mitchel Musso (Captain) | United States         | Hannah Montana                    |
| Jake T. Austin          | United States         | Magicienii din Waverly Place      |
| Kelsey Chow             | United States         | Pair of Kings                     |
| Davis Cleveland         | United States         | Totul Pentru Dans                 |
| Zendaya                 | United States         | Totul pentru Dans                 |
| Dean Delannoit          | Belgium · Netherlands | Disney Channel (Belgia și Olanda) |
| Roshon Fegan            | United States         | Totul pentru Dans                 |
| Carlon Jeffery          | United States         | Bobocii isteți                    |
| Doc Shaw                | United States         | Pair of Kings                     |

### Competițiile
| Săptămâna | Eveniment                     | Descriere                                            | Data originală-dată în România   | Echipa câștigătoare |
| --------- | ----------------------------- | ---------------------------------------------------- | -------------------------------- | ------------------- |
| 1         | Duelul de dans energic        | Echipele trebuie să-și demonstreze mișcările de dans | 6/24/2011 - 6/26/2011-10/24/2011 | Echipa Galbenă      |
| 2         | Spălarea hainelor             |                                                      | 7/08/2011 - 7/10/2011            | Echipa Verde        |
| 3         | Reciclarea                    |                                                      | 7/15/2011 - 7/17/2011            | Echipa Roșie        |
| 4         | Ultima cursă pentru schimbare |                                                      | 7/29/2011 - 7/31/2011            | Echipa Albastră     |